# Lysandra
Lysandra  — род (или подрод) дневных бабочек из семейства голубянок.

## Описание
Половой диморфизм выражен у всех представителей рода. Верхняя сторона крыльев у самцов синего цвета, у самок бурая или сине-бурая. В центральной ячейке на нижней стороне крыльев располагается одно простое или сдвоенное пятно. Чёрные пятна прикраевого ряда на нижней стороне задних крыльев пятен лишены серебристых чешуек, но относительно часто центрированы белыми точками. Бахромка крыльев пёстрая.  Голова с глазами, густо покрытыми торчащими волосками. Булава усиков состоит из 15—16 члеников.

## Систематика
Западно-палеарктический род.
- Lysandra albicans (Gerhard, 1851)
- Lysandra bellargus (Rottemburg, 1775)
- Lysandra caelestissima (Verity, 1921)
- Lysandra coridon (Poda, 1761)
- Lysandra corydonius (Herrich-Schäffer, [1852])
- Lysandra melamarina Dantchenko, 2000
- Lysandra sheikh Dantchenko, 2000
- Lysandra dezina de Freina & Witt, 1983
- Lysandra hispana (Herrich-Schäffer, [1851])
- Lysandra nufrellensis Schurian, 1977
- Lysandra ossmar (Gerhard, 1851)
- Lysandra punctifera (Oberthür, 1876)
- Lysandra syriaca (Tutt, 1914)
- Lysandra gennargenti Leigheb, 1987
- Lysandra arzanovi (Stradomsky & Shchurov, 2005)

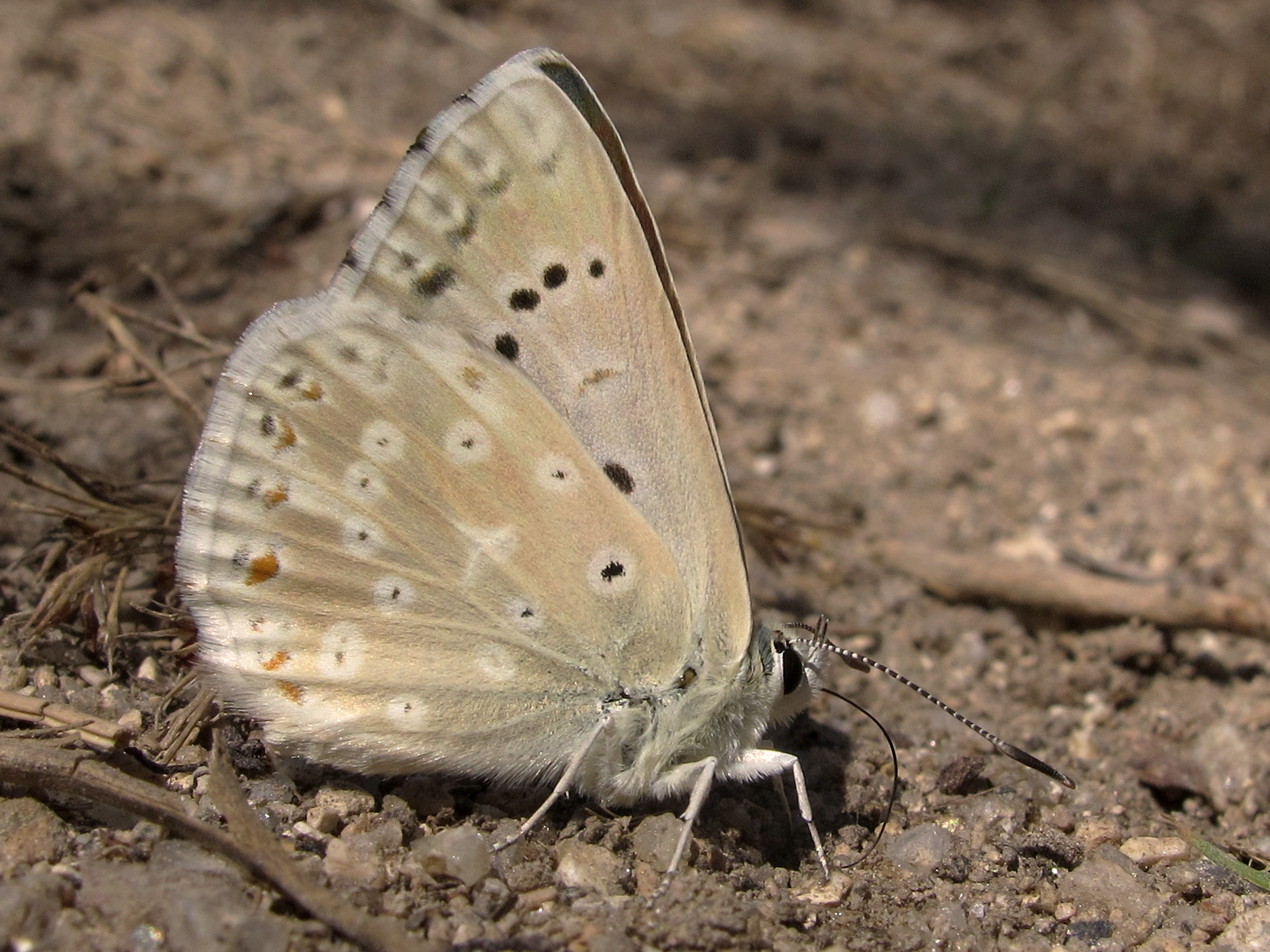
Lysandra albicans, самец.
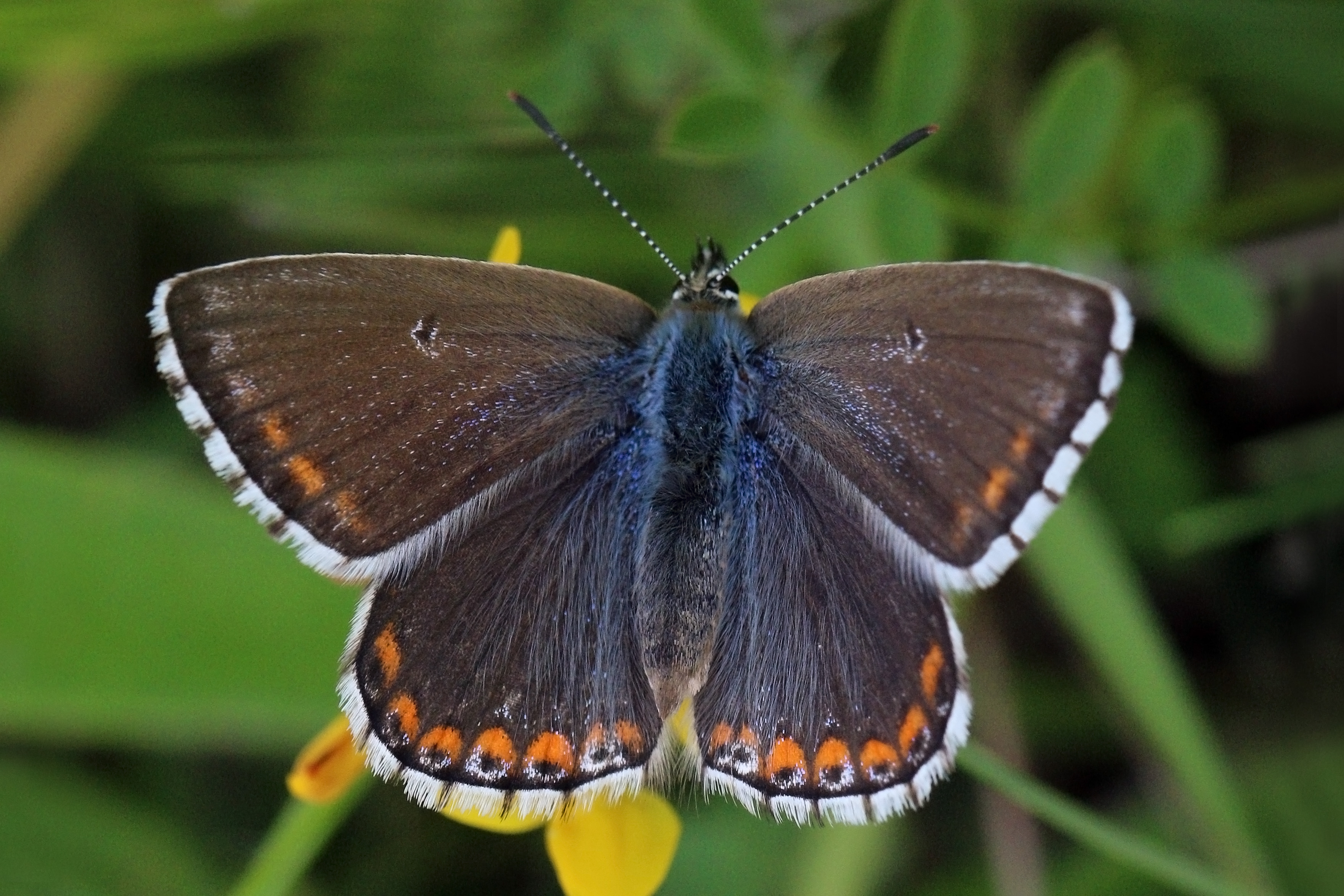
Lysandra bellargus, самка.
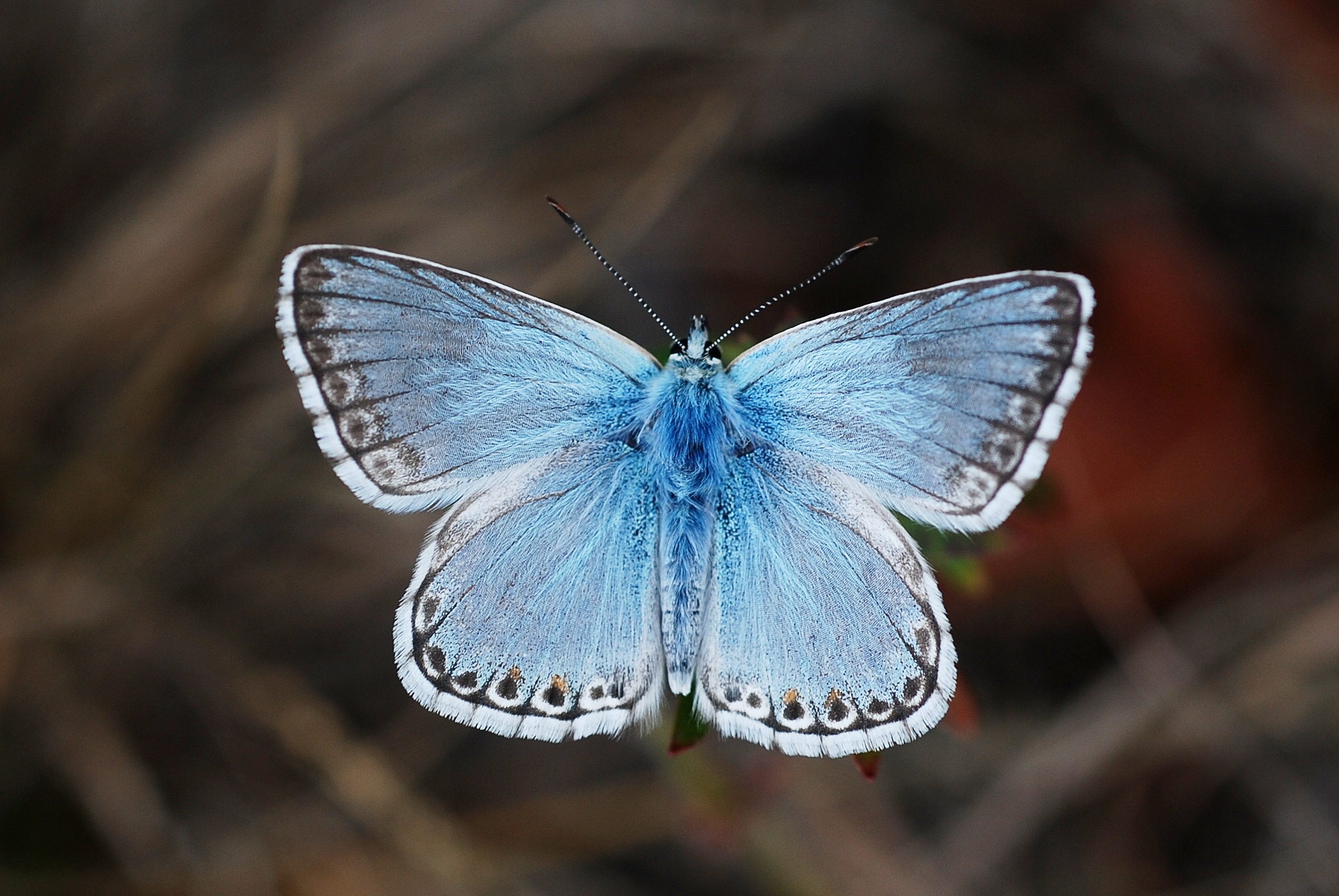
Lysandra coridon, самец.
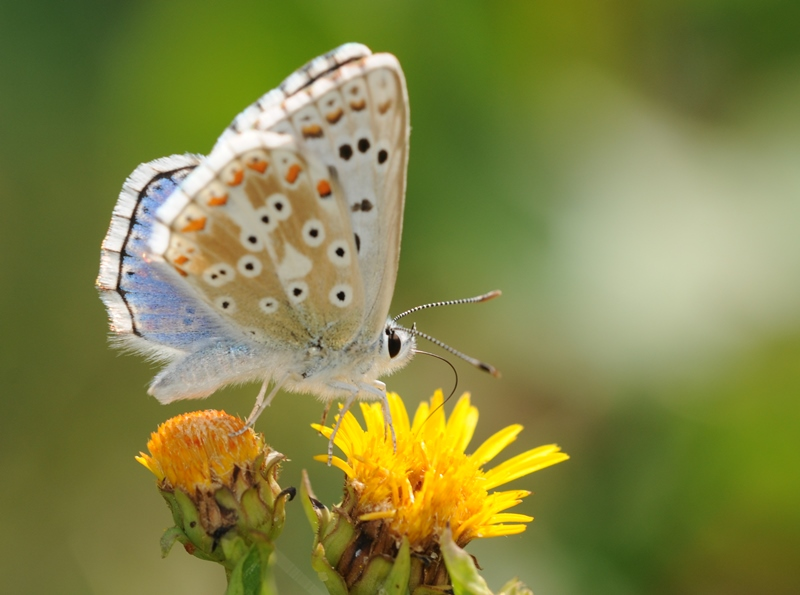
Lysandra corydonius, самец.
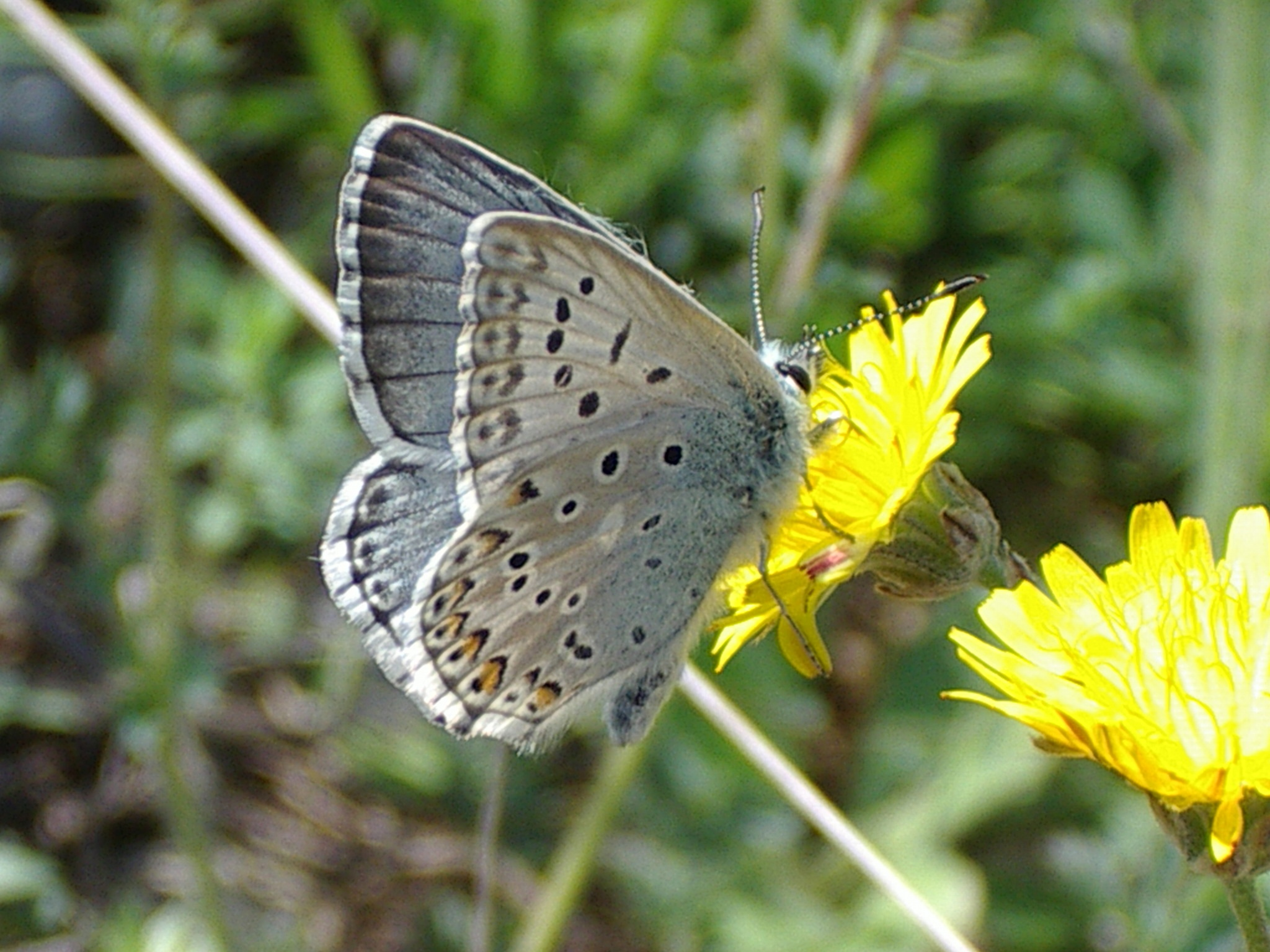
Lysandra hispana, самец.
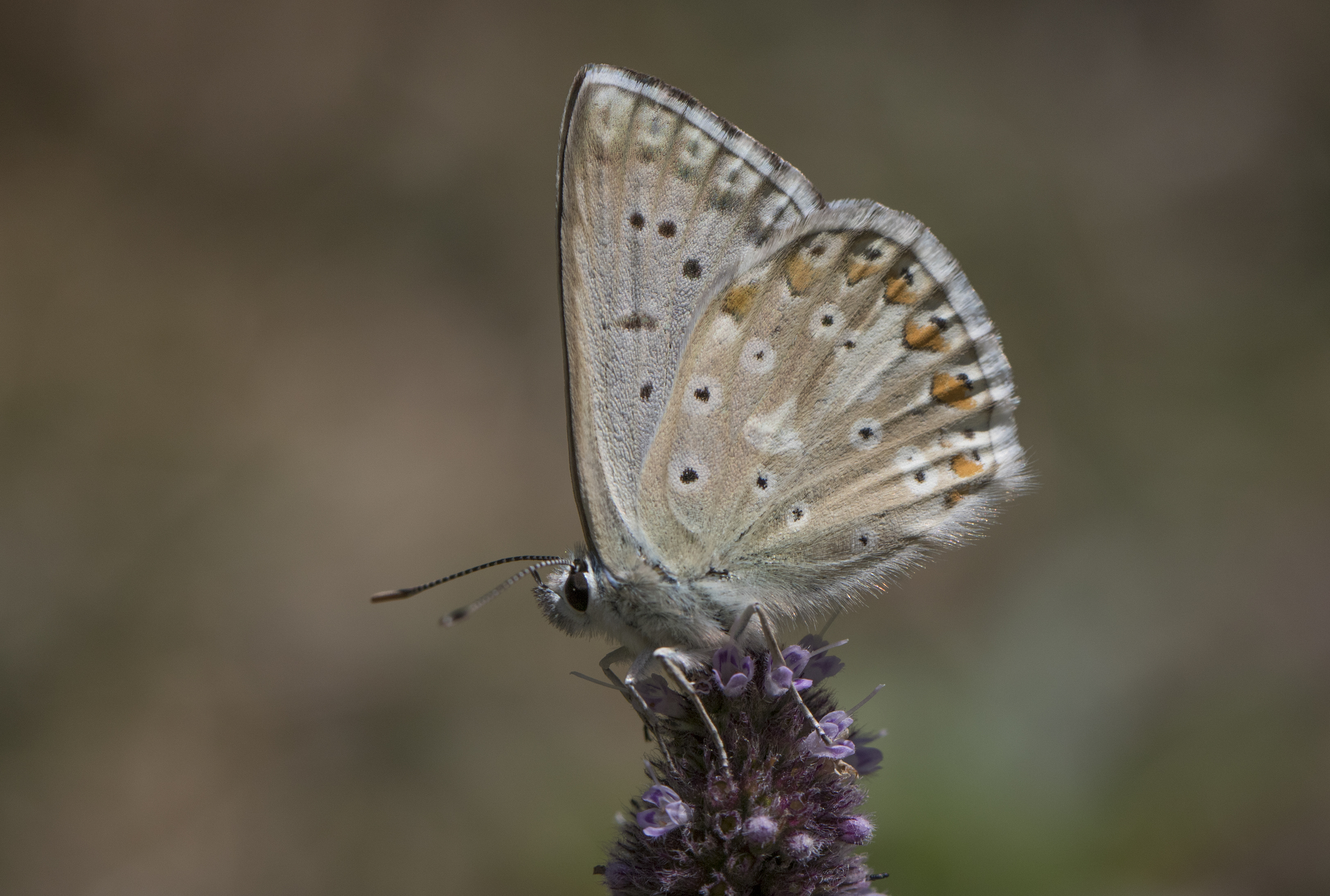
Lysandra ossmar, самец.
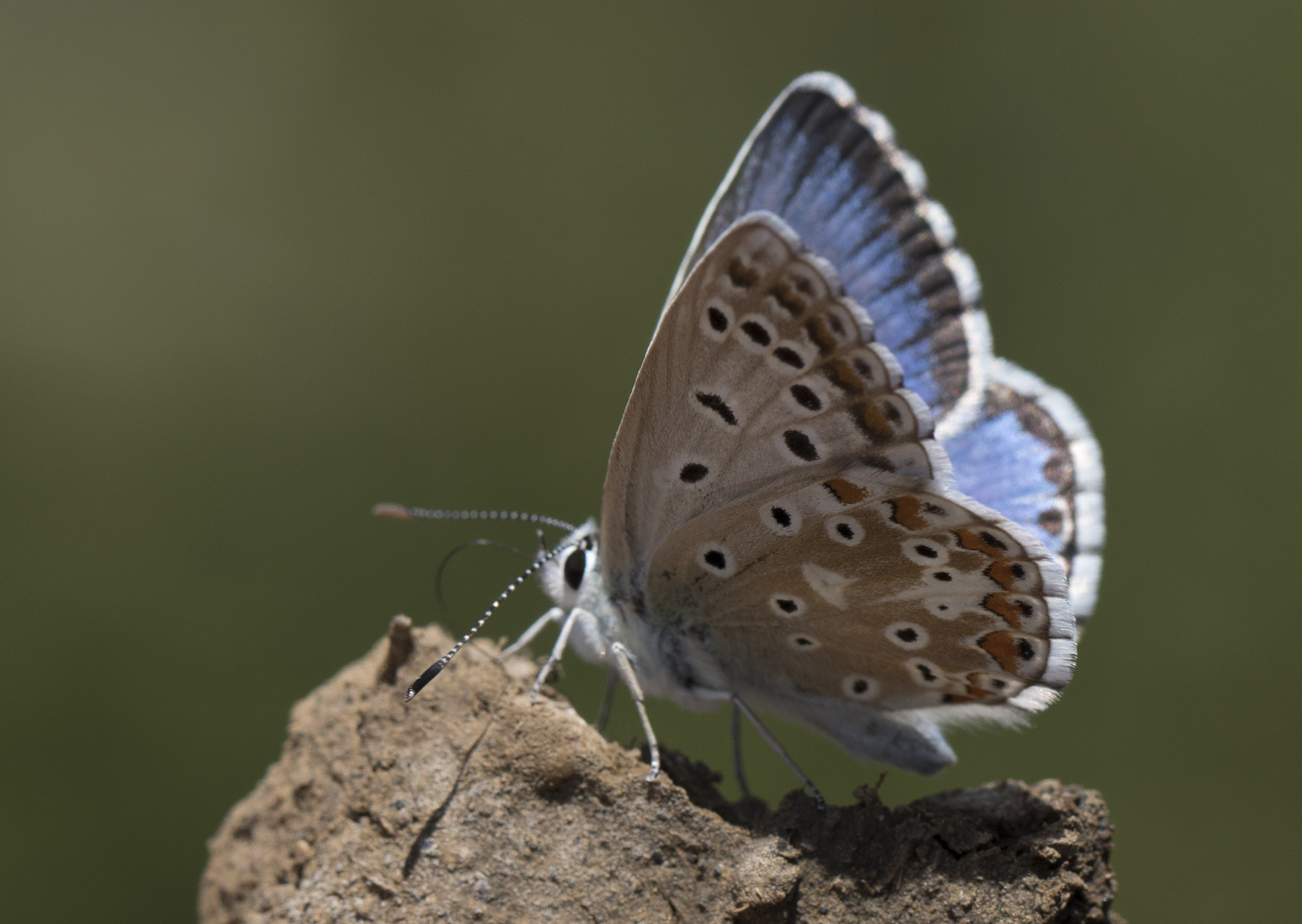
Lysandra syriaca, самец.